# 鄭伯和
鄭伯和（15世紀—16世紀），字節之，福建福州府閩縣人，明朝政治人物。

## 生平
鄭伯和是弘治十四年（1501年）辛酉科福建鄉試第五名舉人，授無為州學正，精通經史百家，文章有體裁，上級徵召擔任鄉試同考官，改國子監博士，秩滿調職時門生吏部考功司郎中薛蕙打算將他擢陞其他官職，他不願外調，於是遷秦王府（或作壽王府）長史，不久致仕回鄉，去世後入祀無為州名宦祠。

## 引用
1. 1 2  民國《閩侯縣志·卷六十六·列傳四上　明閩縣》：鄭漳，字世績，曾祖亮，字汝明，宣德癸丑進士，官戶部主事；父伯和，字節之，弘治辛酉舉人，授無為州學正，轉國子博士，秩滿當遷，吏部郎薛蕙其門人也，欲擢伯和他官，伯和不樂他徙，乃以為秦府長史，一作壽府，久之致仕歸。漳，正德丁丑進士……
2. ↑  嘉慶《無為州志·卷十四·職官志三》：鄭伯和，福建閩縣人，正德間由舉人任州學正，通經史百家，為文有體裁，當道檄典文衡，去取各當，祀名宦。